# Luftschiffhafen Wainoden
Koordinaten: 56° 24′ 45″ N, 21° 53′ 0″ O
Der Luftschiffhafen Wainoden wurde während des Ersten Weltkriegs ab Mai 1916 bis Dezember 1917 südöstlich von Vaiņode (deutsch: Wainoden) in Kurland (lettisch: Kurzeme) genutzt. Er war dem I. Armee-Korps Königsberg unterstellt. Hier wurden zwei stationäre Luftschiffhallen mit jeweils einer Länge von 240 m für Luftschiffe mit bis zu 70.500 m³ Volumen erbaut. Die Hallen bekamen entsprechend dem Anfangsbuchstabens ihres Stationierungsortes Wainoden, in dem Falle W, die Namen „Walhalla“ und „Walther“. Gebaut wurden sie von der Saarbrücker Firma Seibert.
Die Hallen verfügten sogar über einen kurzen Gleisanschluss, der unmittelbar am Haltepunkt Wainoden abzweigte und auch für Versorgungszwecke genutzt werden konnte.

## Stationierung
Stationiert waren hier die folgenden Marineluftschiffe der Kaiserlichen Marine:
- LZ 58 alias LZ 88 alias L 25 vom „p“-Typ (31.900 m³, 4 Motoren, 163 m lang). Die LZ 58 war ab Herbst 1916 in Wainoden stationiert. Sie wurde für Aufklärungs- und Angriffsflüge (z. B. auf den Wasserflugplatz Runö in der Rigaer Bucht) eingesetzt. Im Januar 1917 wurde sie nach Potsdam als Versuchsschiff verlagert.
- LZ 68 alias LZ 98 vom „q“-Typ (35.800 m³, 4 Motoren, 179 m lang). Die LZ 68 gehörte ab Mai 1917 zum Bestand der Kriegsmarine und führte in Wainoden bis Oktober 1917 fünfzehn Aufklärungsfahrten über der Ostsee durch.
- LZ 75 alias L 37 vom „r“-Typ (55.200 m³, 6 Motoren, 198 m lang). Die LZ 75 war an mehreren Angriffen im östlichen Livland (lettisch: Vidzeme) beteiligt: am 7. September 1917: Angriff auf Valka (deutsch: Walk) – Valmiera (deutsch: Wolmar); am 24. September 1917: Angriff auf Zerel; am 1. Oktober 1917 Angriff auf Salacgrīva (deutsch: Salismünde); am 16. Oktober 1917: Angriff auf Pernau;
- LZ 84 alias L38 vom „r“-Typ und die
- SL 14 aus der „E“-Klasse („Schütte-Lanz“, 38.700 m³, 4 Motoren, 174 m lang).

Größtes Problem war die Beschaffung des für die Luftschiffe benötigten Wasserstoffs als Traggas. Da Wainoden kein eigenes Gaswerk hatte, wurde der Wasserstoff in Eisenbahnkesselwagen aus Gaswerken anderer Luftschiffhäfen antransportiert.
Im Ergebnis des Vertrags von Versailles fiel der Luftschiffhafen an Lettland. Im Jahre 1924 kaufte die Stadt Riga die beiden Hangars aus Wainoden und benutzte sie für den Bau des Zentralmarkts Riga. Auch dieser Umbau wurde von Firma Seibert ausgeführt.
Das Gelände der ehemaligen Luftschiffbasis wurde auch weiterhin militärisch genutzt, so zum Beispiel 1944 durch das Sturmgeschwader 4. Nach dem Ende des Zweiten Weltkriegs richtete die Sowjetarmee hier eine Militärbasis für Atomraketen ein.
Nach der Wiedererlangung der Unabhängigkeit Lettlands wurde die Basis mit dem Abzug der Sowjetarmee verlassen und verfällt seitdem.